# David Laibson
David Laibson est un économiste américain. Il est connu pour avoir modélisé l'incohérence temporelle des agents avec le modèle à facteur d'escompte hyperbolique (Laibson 1997).

## Biographie
Fils d'un ophtalmologiste de Philadelphie, il obtient en 1994 un Ph.D. en économie du Massachusetts Institute of Technology. Lorsqu'il débute ses recherches en 1990, il est l'un des tout premiers étudiants en économie du MIT à s'intéresser au comportement des agents économiques. Il rejoint ensuite le corps professoral de l'Université Harvard,. 
Il devient chef du département économie de Harvard, puis doyen en 2018.

## Publications
- David Laibson, « Golden eggs and hyperbolic discounting », The Quarterly Journal of Economics, vol. 112, no 2,‎ 1997, p. 443-478
- (en) Christopher Chabris, David Laibson et Jonathan Schuld, « Intertemporal Choice », dans Palgrave Dictionary of Economics, 2008 (lire en ligne)
- (en) Christopher Harris et David Laibson, « Instantaneous Gratification », Quarterly Journal of Economics, vol. 128, no 1,‎ 2013, p. 205-248 (DOI 10.1093/qje/qjs051, lire en ligne)

## Distinctions
- Membre de l'Académie américaine des arts et des sciences (2011)
- Membre de l'Académie nationale des sciences des Etats-Unis (2019).